# Sylvain Rougerie
 (septembre 2016).
Si vous disposez d'ouvrages ou d'articles de référence ou si vous connaissez des sites web de qualité traitant du thème abordé ici, merci de compléter l'article en donnant les références utiles à sa vérifiabilité et en les liant à la section « Notes et références ».
Pour les articles homonymes, voir Rougerie.
Sylvain Rougerie est un acteur et scénariste français diplômé en 1974 du Conservatoire national supérieur d'art dramatique. Entre 1970 et 2010, il apparaît dans une vingtaine de pièces de théâtre (dont quatre dont il est l'auteur), ainsi qu'une dizaine de films et une vingtaine de films télévisés. Il est le fils de Jean Rougerie et le frère d'Isabelle Rougerie.

## Biographie
Sylvain Rougerie naît dans une famille du spectacle. Son père, Jean Rougerie (1929-1998) était un comédien, metteur en scène et directeur du théâtre Firmin-Gémier à Antony. Sa mère, Suzy Hannier, comédienne, a également été productrice à la radio et speakerine aux débuts des radios Europe 1 et RTL. Il est le frère de l'actrice Isabelle Rougerie.
Formé au cours Raymond Girard (1970), il est reçu au Conservatoire national supérieur d'art dramatique et en sort en 1974, lauréat le plus jeune.
Il commence sa carrière cinématographique en interprétant le fils de Philippe Noiret dans L'Horloger de Saint-Paul (1974) de Bertrand Tavernier puis tourne, notamment, pour Éric Le Hung, Robert Pouret, Jean-Pierre Darras.
Sa première pièce, Flock, montée en 1982 au Théâtre de Poche Montparnasse puis diffusée sur TF1 révèle  Grace de Capitani.

## Théâtre

### Comédien
- 1970 : Le Roi Saint Louis, de Gringoire, mise en scène Jean Rougerie, Théâtre du Cloître Saint-Séverin.
- 1971 : La Vie de Molière, de Grimarest, mise en scène Jean Rougerie, Théâtre Le Ranelagh.
- 1971 : Le Bon Exemple, de Janine Worms, mise en scène Jean Rougerie, Théâtre du Vieux-Colombier.
- 1972 : La Bonne Adresse de Marc Camoletti, mise en scène l'Auteur, Théâtre Michel.
- 1972 : La Mandragore de Nicolas Machiavel, mise en scène Francis Perrin, Festival de Grasse.
- 1973 : Citron automatique, de Francis Perrin, Théâtre d'Antony puis Théâtre des Bouffes-Parisiens.
- 1974 : Viendra-t-il un autre été ? de Jean-Jacques Varoujean, mise en scène Jacques Spiesser, Petit Odéon.
- 1974 : Pour qui sonne le glas, de Ernest Hemingway, mise en scène Robert Hossein, Maison de la Culture de Reims.
- 1975 : Gomina, comédie musicale de François Wertheimer, L'Européen, puis tournée.
- 1975 : Un Jeu d'enfants, de Martin Walser, mise en scène Maurice Attias, Petit Théâtre de Paris.
- 1976 : Simon le bienheureux, de Simon Gray, mise en scène Michel Fagadau, Théâtre du Gymnase.
- 1976 : Manon Lescaut, de l'abbé Prévost, mise en scène Robert Hossein, Maison de la Culture de Reims.
- 1978 : La Culotte, de Jean Anouilh, mise en scène l'auteur, Théâtre de l'Atelier.
- 1982 : Flock, de Sylvain Rougerie, mise en scène Étienne Bierry, Théâtre de Poche Montparnasse.
- 1986 : Le Songe d'une nuit d'été, de William Shakespeare, mise en scène Pierre-Jean San Bartolomé, Festival de Vaison-la-Romaine.
- 1989 : Dans la nuit, la liberté, de Frédéric Dard, mise en scène Robert Hossein, Palais des Sports.
- 1990 : Pour en finir avec le XXe siècle, de Patrick Besson, mise en scène Gérard Savoisien, Théâtre Tristan-Bernard.
- 2004 : On achève bien les chevaux, de Horace McCoy, mise en scène Robert Hossein, Palais des Congrès.
- 2008 : Mobile Home, de Sylvain Rougerie, mise en scène Anne Bourgeois, tournée en France, Suisse et Belgique.

### Auteur
- 1982-1983 : Flock, mise en scène Étienne Bierry, avec Sylvie Fennec, Grace de Capitani, Jacques Frantz, Jean Turlier et Sylvain Rougerie au Théâtre de Poche Montparnasse, diffusion sur TF1.
- 2000 : Tableautins en trompe l'œil, 6 courtes pièces avec Mylène Demongeot, Jean-François Balmer, Maurice Barrier, Marie-Christine Adam, Grace de Capitani et Sylvain Rougerie, diffusion sur France Bleu dans une réalisation de Claude Chebel.
- 2008 : Mobile Home, avec Corinne Touzet, Jean-Pierre Bouvier, Jean-Michel Portal, Jenny Bellay et Sylvain Rougerie, tournée Nouvelle Scène, France, Belgique, Suisse.
- 2016 : Château Ramsès, en préparation, mise en scène Thomas Le Douarec.

## Filmographie

### Cinéma
- 1973 : L'Horloger de Saint-Paul de Bertrand Tavernier : Bernard Descombes
- 1973 : La Rage au poing de Éric Le Hung : Bouboule
- 1978 : Cours après moi que je t'attrape de Robert Pouret : Patrick
- 1982 : Le Braconnier de Dieu de Jean-Pierre Darras : Ulysse, le vicomte
- 1983 : Le Joli Cœur de Francis Perrin : Bernard
- 1996 : Amour et Confusions de Patrick Braoudé : Boss
- 1997 : L'Homme idéal de Xavier Gélin : M. Vendel
- 2001 : La Reine de nacre (court métrage, 15 min) de Bernard Werber : Séraphin
- 2006 : Djihad!, de Félix Olivier : Robert Cassini

### Télévision

#### Séries télévisées
- 1971 : Aubrac-City, de Jean Pignol
- 1972 : Le Neveu d'Amérique, de Pierre Gaspard-Huit : Polo Polo
- 1975 : Kim and Co, de Wolf Dietrich
- 1976 : Les Cinq Dernières Minutes, de Claude Loursais : Paulo Pimparet (épisode Les Petits d'une autre planète)
- 1977 : Banlieue sud-est, de Gilles Grangier
- 1977 : Les Folies Offenbach, (série télévisée), de Michel Boisrond
- 1978 : Les Héritiers, de Pierre Lary : Alain (épisode Le Quincailler de Meaux)
- 1979 : Les Chevaux du soleil, de François Villiers : Passebois
- 1981 : Julien Fontanes, magistrat, de François Dupont-Midy : Joël Limezy  (épisode Le Soulier d'or)
- 1982 : Les Cinq Dernières Minutes, de Claude Loursais : l'inspecteur Poupard (épisode Impasse des Brouillards)
- 1983 : Quelques hommes de bonne volonté, de François Villiers : Leheudry
- 1988 : Scoop sur la Une, de Jean-François Delassus
- 1989 : Pause-café pause-tendresse, de Serge Leroy : le père de Pierrot
- 1989 : Histoire de la Révolution, de Agnès Delarive
- 1989 : Panique aux Caraïbes, de Jean-Claude Charnay
- 1990 : Deux maîtres à la maison, de Agnès Delarive et Philippe Galardi : Guillaume
- 1992 : Faites comme chez vous de Agnès Delarive
- 1993-1995 : Rocca, de Paul Planchon : commissaire Rugier
- 1997 : Highlander, de Gérard Hameline : James Foulard
- 1998-1999 : Avocats et Associés, de Philippe Triboit : Alexis Donald
- 2013 : Maison close, de Jérôme Cornuau : Lubeck

#### Téléfilms
- 1973 : Malataverne, de Jean Archimbaud : Christophe
- 1975 : Première Neige, de Claude Santelli

#### Au théâtre ce soir
- 1976 : Le Coin tranquille de Michel André, mise en scène Michel Vocoret, réalisation Pierre Sabbagh, Théâtre Édouard VII

### Auteur

#### Cinéma et Télévision
Scénarios écrits en développement [pas clair] [réf. nécessaire] :
- L'Empereur du Sahara
- Les Colonnes infernales, Vendée 1794 (Avance sur recettes)
- Chiens de mer (coproduction Noé et Luigi Productions)
- Carré d'astres
- Le Chevalier Saint Vincent